# Miha Cerkvenik
Miha Cerkvenik, slovenski košarkar, * 9. november 2001, Brezovica pri Ljubljani, Slovenija. 
Cerkvenik je 201 cm visoki igralec košarke, ki igra na položaju branilca. Nastopal bo na Evropskem prvenstvu v košarki 2025.